# Beiswang
Beiswang ist ein Teilort von Böbingen an der Rems im Ostalbkreis in Baden-Württemberg.

## Beschreibung
Der Ort liegt etwa zwei Kilometer südwestlich von Böbingen.
Durch den Ort fließt der Lützelbach, der in die Rems mündet.

## Geschichte
Erste Erwähnung findet der Ort im Jahr 1358 als Bysenwack. Das Gmünder Heiliggeistspital hatte im Ort mehrere Höfe als Rechbergisches Lehen.
Der Weiler gehörte bis 1939 zur Gemeinde Bargau.